# Devon (Forth)
Der Devon ist ein Fluss in der schottischen Council Area Clackmannanshire. Er entspringt in 548 m Höhe in den Ochil Hills an den Hängen des Blairdenon Hill nördlich von Alva.

## Beschreibung
Auf seinen ersten drei Kilometern fließt der Devon vornehmlich in nördlicher Richtung, dreht dann jedoch nach Osten ab. Nach einigen Kilometern wird er in den Upper und Lower Glendevon Reservoirs zweimal aufgestaut. Etwa bei Kilometer 16 ändert sich die Flussrichtung sukzessive nach Süden und der Devon fließt durch Glen Devon talwärts. Hier wird er im Castlehill Reservoir ein drittes Mal aufgestaut und erreicht schließlich östlich von Yetts of Muckhart die Ebene des Forth. Dort dreht er abrupt nach Westen und verläuft südlich der Hillfoots Villages bis Menstrie, wo er nach Süden abdreht und nach zwei Kilometern und insgesamt 50,34 km nahe der Whiskybrennerei Cambus in Tullibody in den Forth mündet.

## Geschichte
Im Januar 2008 trat der Devon nach ausgiebigen Regenfällen signifikant über die Ufer und setzte die Hillfoots Villages unter Wasser. Als Ursache wurden ungenügende Abflussmöglichkeiten genannt. Maßnahmen zur Vermeidung weiterer Fluten werden diskutiert.

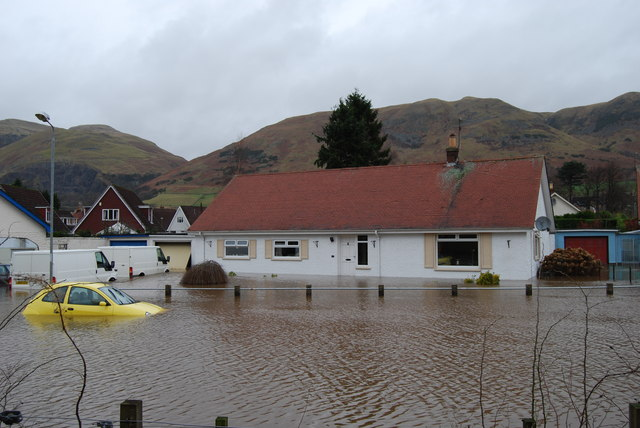
Überschwemmung 2008 in Tillicoultry
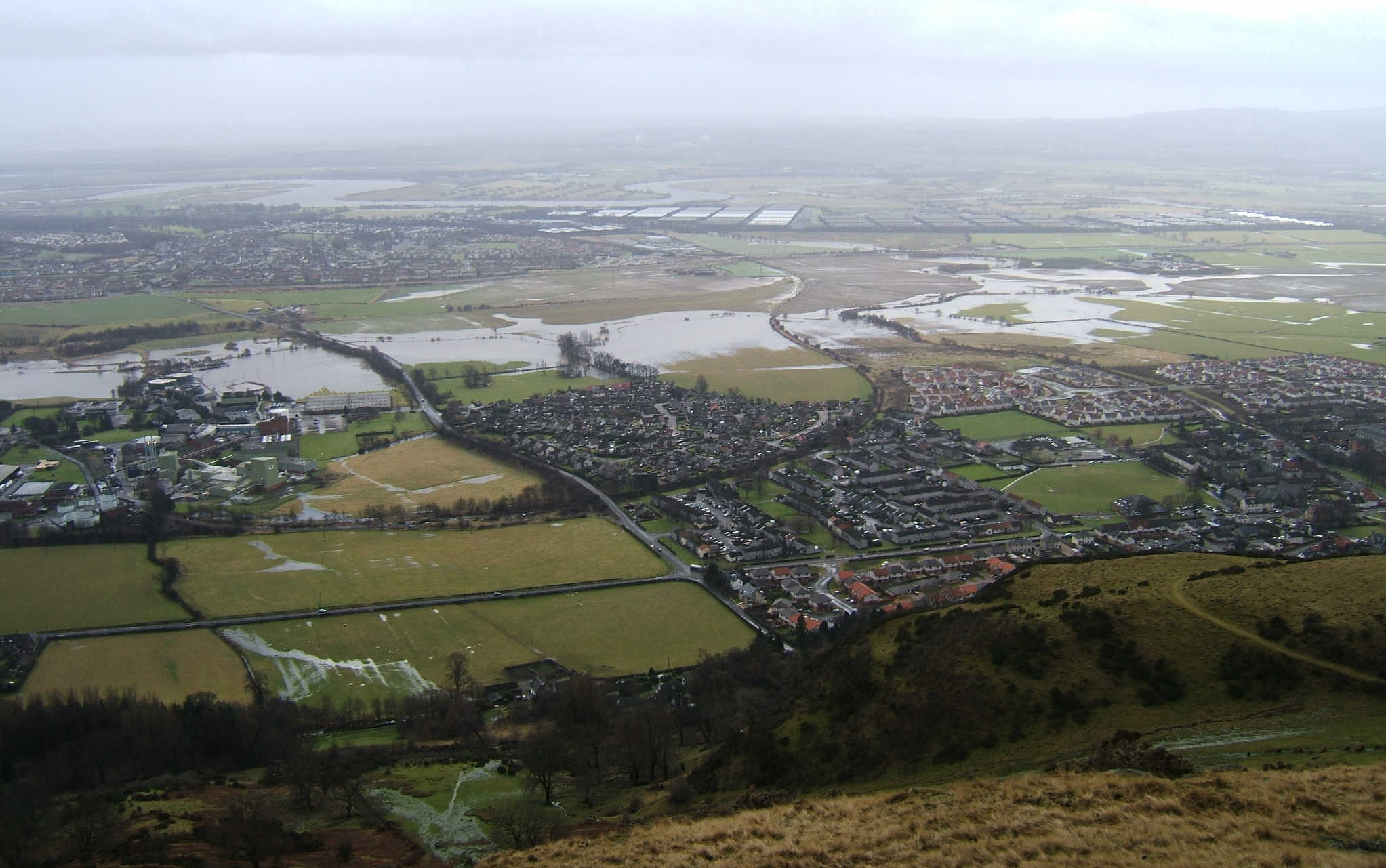
Überflutung im Januar 2011 bei Menstrie